# نيل برادي
نيل برادي هو لاعب هوكي الجليد كندي، ولد في 12 أبريل 1968 في مونتريال في كندا.

## وصلات خارجية
- نيل برادي على موقع دوري الهوكي الوطني (الإنجليزية)
- نيل برادي على موقع قاعة مشاهير الهوكي (لاعب أن.إتش.أل) (الإنجليزية)
- نيل برادي على موقع EliteProspects.com (الإنجليزية)
- نيل برادي على موقع HockeyDB.com (الإنجليزية)
- نيل برادي على موقع Hockey-Reference.com (الإنجليزية)